# Област Фурубира
Област Фурубира (јап. 虻田郡) Abuta-gun се налази у субпрефектури Ширибеши, Хокаидо, Јапан. 
2004. године, у области Фурубира живело је 4.055 становника и густину насељености од 21,52 становника по км². Укупна површина је 188,41 км².

## Вароши и села
- Фурубира